# El papiro del César
El papiro del César (en francés: Le Papyrus de César) es el álbum n.º 36 de la serie Astérix el Galo. Fue publicado por Les Éditions Albert René en el año 2015: salió a la venta el 22 de octubre de ese año en toda Europa. Es el segundo álbum de Astérix en que no participan ninguno de sus creadores originales; en su lugar, Jean-Yves Ferri se encarga del guion, y Didier Conrad del dibujo. En español, fue publicado por Salvat.

## Argumento
La historia se inicia en Roma, donde Julio César se reúne con su consejero y editor, Bonus Promoplús, para hablar de la edición de su libro Comentarios a la Guerra de las Galias. Este le aconseja la supresión de un capítulo titulado Reveses sufridos frente a los irreductibles galos de Armórica, y César acepta. Para asegurarse, Promoplús ordena a sus escribas númidas mudos que eliminen ese capítulo de todas las copias del libro; pero uno de ellos, Gigatón, escapa con una copia y la vende a Doblepolémix, un «buhonero de noticias» (periodista freelance) del diario Las Mañanas de Lutecia. Promoplús envía a unos guardias a su servicio a capturar al buhonero.
Mientras tanto, en la aldea gala, el cartero Filatélix el diario Eco de Condate, y se le juntan los aldeanos para ver cada cual su horóscopo. Cuando sale al bosque Obélix a coger setas, se encuentra con Doblepolémix perseguido por los romanos, y lo conduce al pueblo, donde el buhonero entrega el papiro al jefe Abraracúrcix. Los romanos que lo perseguían avisan de su paradero a Promoplús valiéndose de unas palomas mensajeras.
A propuesta del druida Panorámix, se decide llevar el papiro al decano de los druidas, Arqueópterix, en el bosque de los Carnutes, para que memorice su contenido, ya que los galos transmiten sus conocimientos por tradición oral. Acompañan al druida en el viaje Astérix y Obélix, que son perseguidos por los romanos que seguían a Doblepolémix. Entretanto, enterado Promoplús del paradero del papiro, decide partir a la Galia, y se presenta en el campamento de Babaórum. Los galos se presentan ante Arqueópterix, que cumple su cometido memorizando el papiro, pero mientras tanto los romanos secuestran a Doblepolémix y exigen como rescate la entrega del papiro. Para tal fin, la guarnición de Babaórum se apuesta frente a la aldea gala. Sin embargo, el bardo Asurancetúrix avisa a Astérix y Obélix con un «mugidófono» que transmite una señal de socorro a distancia, y los héroes galos vuelven raudos a la aldea.
Cuando se encuentran con los romanos, Astérix entrega a Promoplús el papiro, que ya no les hace falta, pero no por ello dejan de atacar a los romanos, sucediéndose la habitual y desigual batalla entre galos y romanos. En el fragor del combate, Promoplús y Doblepolémix se pelean por el papiro, pero en ese momento llega Julio César, enterado de las andanzas de su consejero, y se pone a parlamentar con los galos. A cambio del papiro, Astérix exige a César que deje de perseguir a los buhoneros galos, y Doblepolémix que libere a los escribas númidas. César se retira con Promoplús detenido. Finaliza la historia con el habitual banquete en la aldea gala, mientras que en las últimas viñetas hay un post scriptum en el que los druidas galos se van pasando oralmente el contenido del papiro generación tras generación, hasta que uno de ellos se lo transmite a los creadores de las aventuras de Astérix: René Goscinny y Albert Uderzo.

## Análisis
En este álbum, los nuevos autores de la colección de Astérix el galo dejan entrever la influencia en la sociedad actual del uso de las nuevas tecnologías y la inmediatez de las telecomunicaciones, como se vislumbra en el uso de las palomas mensajeras como rápidas transmisoras de mensajes, o bien en el nombre de varios personajes, como Redwífix y Antivirus, así como en la onomatopeya tuit, que representa la voz insistente de la ardilla que conduce a los galos a través del bosque de los Carnutes. Con este alegato a la modernidad, además del homenaje a los autores originales en el post-scriptum a modo de despedida, los nuevos autores parecen querer desmarcarse del legado clásico de sus predecesores, que habían respetado atentamente en el anterior álbum: Astérix y los pictos. Todo parece indicar que en el futuro Ferri y Conrad seguirán sus propias líneas creativas.
Por otro lado, el «buhonero de noticias» Doblepolémix está inspirado en Julian Assange, el periodista que destapó el caso WikiLeaks, y es presentado como poseedor de un gran secreto que podría poner en peligro al todopoderoso Imperio Romano. Igualmente, Bonus Promoplús está inspirado en el publicista francés Jacques Séguéla, antiguo asesor de François Mitterrand.

## Personajes
Además de los protagonistas, Astérix y Obélix, junto a los habituales personajes de la aldea gala y Julio César, aparecen los siguientes nuevos personajes:
- Bonus Promoplús, consejero de Julio César.
- Gigatón, escriba númida.
- Redwífix, habitante de la aldea gala.
- Maderusnulis, criado de Promoplús.
- Doblepolémix, «buhonero de noticias».
- Corrientusimolientus, centurión de Babaórum.
- Antivirus, legionario de Babaórum.
- Espárragus, legionario de Babaórum.
- Gasdesquístix, druida.
- Arqueópterix, decano de los druidas.

También aparecen en varias viñetas los piratas que suelen encontrarse Astérix y Obélix en sus viajes.